# Split Lake
Split Lake (ᑕᑕᐢᑿᔭᕽ ou tataskwayak en cri) est une communauté du Nord du Manitoba au Canada. Elle est située sur la rive nord du lac Split (en) le long du fleuve Nelson. La communauté de Split Lake est à l'intérieur de la réserve indienne de Split Lake 171 qui appartient à la Nation crie de Tataskweyak.

## Géographie
La communauté de Split Lake est située sur une péninsule la rive nord du lac Split (en) le long du fleuve Nelson à environ 240 km à l'ouest de l'embouchure du fleuve dans la baie d'Hudson. Elle se trouve à 169 km à l'ouest de Gillam et à 143 km au nord-est de Thompson le long de la route provinciale 280 (en).
En fait, la communauté de Split Lake est à l'intérieur de la réserve indienne de Split Lake 171 qui appartient à la Nation crie de Tataskweyak.

## Démographie
Lors du recensement du Canada de 2011, la réserve indienne de Split Lake 171 avait une population de 2 107 habitants.

## Transports
La communauté de Split Lake se trouve sur la route provinciale 280 (en) et le chemin de fer de la Baie d'Hudson.

## Annexe